# Thomas Rose (oficer)
Thomas Rose (ur. 27 stycznia 1895 w Chilbolton, zm. 20 czerwca 1968 w Alderney) – kapitan (Flight Lieutenant) Royal Flying Corps, brytyjski as myśliwski No. 64 Squadron RAF.
Thomas Rose urodził się w Chilbolton, Hampshire, Wielka Brytania. Rose do RFC został przeniesiony w 1917 roku, w tym samym roku został przydzielony do No. 64 Squadron RAF.
Pierwsze zwycięstwo powietrzne odniósł 8 marca 1918 roku. Było to zwycięstwo nad samolotem typu Albatros D.V.  9 maja w okolicach Boiry Rose zestrzelił dwa samoloty odnosząc swoje piąte, dające tytuł asa, zwycięstwo. Ostatnie 11 zwycięstwo odniósł razem z innymi pilotami jednostki. 14 sierpnia na północ od Roye zestrzelili niemieckiego Albatrosa typu C.
W listopadzie 1918 roku Rose został odznaczony Distinguished Flying Cross. Po zakończeniu wojny pozostał w RAF. Służył m.in. w No. 43 Squadron RAF, gdzie w latach 1925-1927 pełnił funkcję dowódcy eskadry. W 1927 roku odszedł do cywila i pracował w Phillips & Powis Aircraft Co Ltd.
W latach 1929–1930 oraz 1934-1937 brał udział w King's Cup Race. W 1935 roku zwyciężył w King's Cup Race.